# Bureau centralisateur
Ein Bureau centralisateur ist in Frankreich das zentrale Wahlbüro eines Wahlkreises.
Die Aufgaben eines bureau centralisateur werden in Artikel R69 des französischen Wahlgesetzes definiert.
Die Auszählung der Stimmen erfolgt in den Wahllokalen des Wahlkreises. Dort wird jeweils ein Wahlprotokoll erstellt und an das bureau centralisateur übermittelt. 
Die von den einzelnen Wahllokalen ermittelten Ergebnisse dürfen im bureau centralisateur nicht geändert werden. Im bureau centralisateur wird ein zusammenfassendes Wahlprotokoll erstellt. Der Präsident des Büros gibt das Wahlergebnis des Wahlkreises bekannt.